# Marie Basta

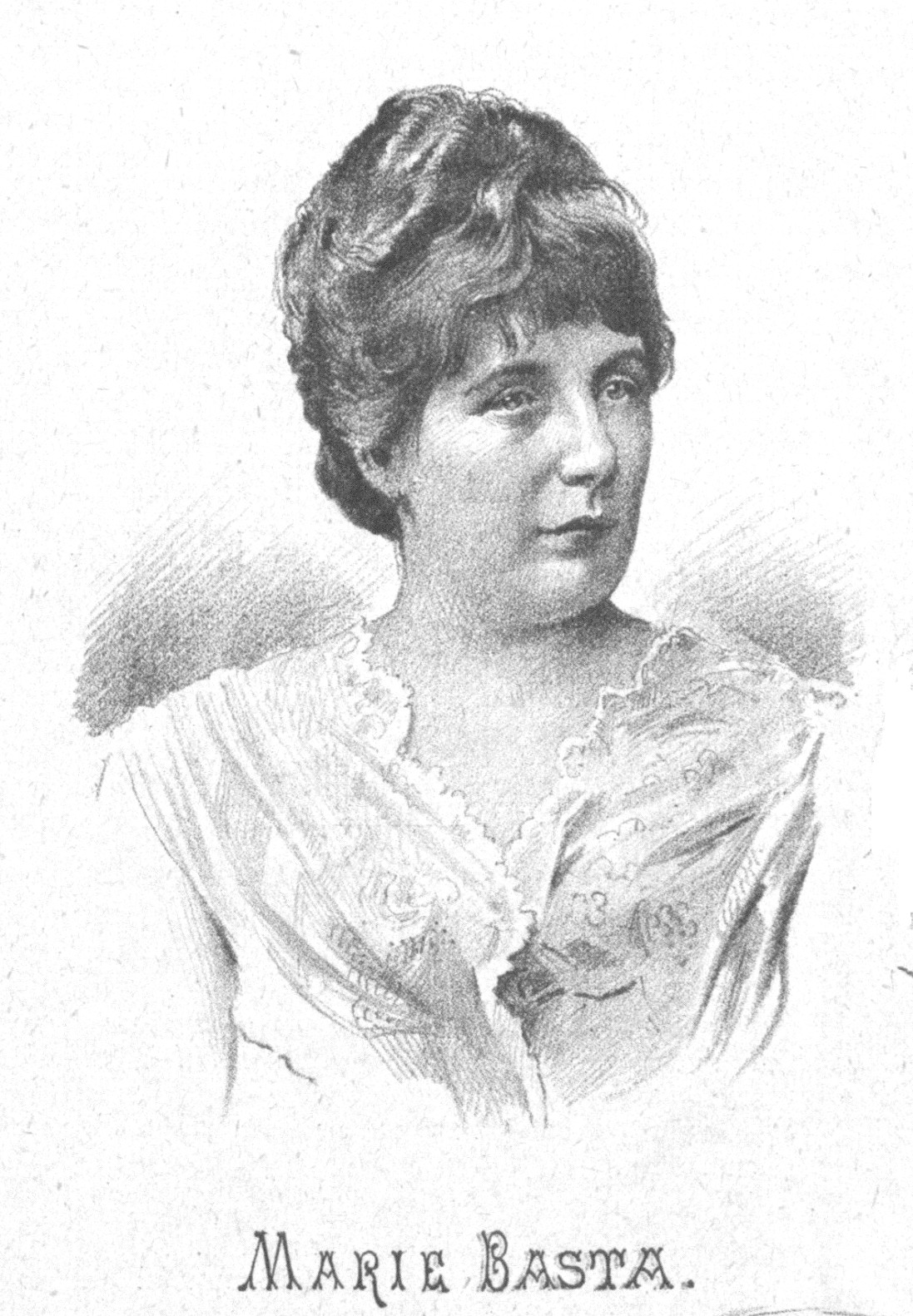
Marie Basta im Jahre 1887

Marie Basta, eigentlich Maria Louise Pollak, geborene Schmidt, später Pascalides sowie Tavary (4. Mai 1854 in Köln – nach 1899) war eine deutsche Opernsängerin (Sopran).

## Leben
Basta, die Tochter des Künstlerehepaares Bernhard Schmidt und Louise Kellberg, debütierte im Jahre 1872 in einer Soubrettenrolle am Weimarer Hoftheater. Sie nahm Unterricht bei entweder Giovanni Battista Lamperti oder Francesco Lamperti in Mailand, bei Mathilde Marchesi in Wien und in Paris bei Gustav Roger. Nach zweijährigem Studium wurde sie Mitglied der Prager Oper, dann des Hamburger Stadttheaters, unternahm eine Tournee durch Schweden und Norwegen, um 1878 ein Engagement in bevorzugter Stellung am Stadttheater in Köln anzunehmen. Danach wirkte die Künstlerin von 1880 bis 1888 an der bayerischen Hofbühne. 1880 gab sie mehrere Gastspiele am Theater Augsburg. Nach Ablauf des Vertrages nahm sie kein fixes Engagement mehr an und erschien nur noch als Gast auf Bühnen. Zu Beginn der 1890er Jahre ging sie in die USA, hatte mit der „Grand English Opera Company“ ihr eigenes Tournee-Ensemble und wirkte dort bis mindestens 1899. In den USA nannte sie sich Marie Tavary. Ihr weiterer Lebensweg ist unbekannt.
Sie war in erster Ehe mit dem Opernsänger Eduard Basta verheiratet, das zweite Mal mit einem Herren Pascalides. Ihre Schwägerin war die Opernsängerin Julie Basta.